# Moianès
Die Comarca Moianès liegt in der Provinz Barcelona der Autonomen Gemeinschaft von Katalonien (Spanien). Sie wurde im Jahr 2015 nach einem Referendum aus Gemeinden der Comarques Bages, Osona und Vallès Oriental neu gebildet. Der Gemeindeverband hat eine Fläche von 337,69 km² und 14.428 Einwohner (2022). 

## Gemeinden
| Gemeinde             | Einwohner (2024) | Fläche km² | Dichte Einw./km² | Cod INE | Postleitzahl |
| -------------------- | ---------------- | ---------- | ---------------- | ------- | ------------ |
| Calders              | 1.114            | 33,03      | 34               | 08034   | 08275        |
| Castellcir           | 784              | 33,96      | 23               | 08055   | 08183        |
| Castellterçol        | 2.773            | 31,76      | 87               | 08064   | 08183        |
| Collsuspina          | 389              | 15,10      | 26               | 08070   | 08178        |
| L’Estany             | 401              | 10,11      | 40               | 08079   | 08148        |
| Granera              | 84               | 23,86      | 4                | 08095   | 08183        |
| Moià                 | 6.738            | 75,83      | 89               | 08138   | 08180        |
| Monistrol de Calders | 761              | 21,99      | 35               | 08128   | 08275        |
| Sant Quirze Safaja   | 669              | 25,57      | 26               | 08239   | 08189        |
| Santa Maria d’Oló    | 1.077            | 66,48      | 16               | 08258   | 08273        |
| Comarca Moianès      | 14.790           | 337,69     | 44               | –       | –            |

1. ↑  Instituto Nacional de Estadística Municipal Register of Spain